# Himalayacalamus
Himalayacalamus là một chi thực vật có hoa trong họ Hòa thảo (Poaceae).

## Loài
Chi Himalayacalamus gồm các loài: